# Danny Hanley
Daniel Hanley (sinh ngày 7 tháng 4 năm 1974) là một thủ môn bóng đá người Anh.

## Sự nghiệp
Hanley có khoảng thời gian cùng với đội trẻ Larkhall Thistle, Vale of Clyde và Pollok, trước khi lên thi đấu chuyên nghiệp với Clyde vào tháng 8 năm 2000. Hanley dự bị cho thủ môn số 1 Bryn Halliwell, và chỉ có 4 lần ra sân cho Clyde, trước khi rời đi vào tháng 5 năm 2001, gia nhập Pollok lần thứ hai.